# Prstenec (Niven)
Prstenec (ISBN 80-7214-264-X) je sci-fi kniha Laryho Nivena vydaná v roce 2000 (orig. Ringworld v roce 1970), která se odehrává v Nivenově Známém vesmíru. Tento román, který v roce 1970 získal obě prestižní ceny Hugo i Nebulu, je nejznámějším Nivenovým dílem. Po jeho úspěchu se Niven věnuje jenom psaní, doposud vyšly další tři pokračování.

## Stručný obsah
Louise Wu je v den svých dvoustých narozenin kontaktován loutkařem Nessem. Ten mu ukáže zvláštní obraz hvězdy s prstencem, který loutkaři pozorovali při svém útěku z galaxie. Nessus chce uskutečnit výpravu, která prstenec prozkoumá. Do posádky dále naverbuje kzina Mluvícího-Se-Zvířaty a Teelu Brownovou. Teela je výsledkem loutkařského pokusu vyšlechtit člověka s genem štěstí, je totiž potomkem šesté generace výherců Loterie života.
Nessus a jeho posádka nejprve dohoní loutkařskou Flotilu světů, kde je výprava odsouhlasena nejvyššími představiteli loutkařů a pak se již vydají k záhadnému tělesu. Na místě objeví obrovský plochý prstenec, v jehož středu je hvězda typu G2 o něco menší než Slunce, jehož vnitřní povrch je obyvatelný. Plocha prstence je třímilonkrát větší než plocha Země.
Při pokusu o průzkum hvězdy je jejich loď zasažena neznámým výbojem energie a na prstenci ztroskotá. Kromě hyperprostorového pohonu je na lodi vše ostatní zničeno. Průzkum prstence je omezen na jediné, najít způsob, jak dostat loď do kosmu, aby se mohli vůbec vrátit domů.

## Kapitoly
Kapitola 1 – Louis Wu
Na oslavě svých dvoustých narozenin je Louis Wu kontaktován loutkařem Nessem a který chce, aby se zúčastnil výpravy k záhadnému tělesu vzdálenému dvě stě světelných let od Země. Dalším členem posádky se po Louisovi stává kzin Mluvící-Se-Zvířaty. Jako odměnu jim Nessus nabízí prototyp kosmické lodě, která je schopná letět mnohem rychleji než běžné hyperprostorové lodě.
Kapitola 2 – A jeho strakatá posádka
Louis se oběma mimozemšťany vrací na svou oslavu. Zde se poprvé setkává s Teelou Brownovou, mladou dvacetiletou dívkou, se kterou se později sblíží. Všichni čekají, až Nessus najde čtvrtého člena posádky. Má jím být člověk obdařený štěstím, výsledek loutkařského experimentu. Loutkaři v minulosti zmanipulovali Radu plodnosti Země a zařídili vznik Loterie života. Každý rok Rada vylosuje jisté množství tzv. plodních práv. Potomek šesti generací výherců této loterie má mít vždy štěstí.
Kapitola 3 – Teela Brownová
Nessus zjišťuje, že jedním ze šťastných kandidátů na čtvrté místo v posádce je Teela. Ta zatím tráví čas společně s Louisem, kterému se vůbec nelíbí, že by ona měla také letět. Nessus ovšem nemůže najít nikoho jiného a Teela nakonec přesvědčí Louise, aby s její účastí souhlasil. Posádka je kompletní.
Kapitola 4 – Mluvící-Se-Zvířaty
Louis se ještě jednou snaží přesvědčit Teelu, aby neletěla, ale je to marné. A tak se všichni čtyři přesunou na Slepou ránu, kosmickou loď s hyperprostorovým pohonem Kvantum II. Na lodi se Mluvící pokusí získat Slepou ránu pouze pro Kziny. Nepodaří se mu to, protože Nessus na něj použije tasp, jímž na dálku stimuluje centrum rozkoše přímo v mozku. Kzin je úplně konsternovaný, na další útok nemá žádné myšlenky.
Kapitola 5 – Růžice
Louis pilotuje Slepou ránu k loutkařské Flotile světů. Cesta 200 světelných let jim trvá asi 100 hodin. Na konci cesty nachází pět planet (domovský svět Loutkařů a čtyři zemědělské) uspořádaných v Kemplererově růžici. Tímto způsobem Loutkaři prchají podsvětelnou rychlostí z galaxie před výbuchem galaktického jádra. Nessus ostatním vysvětluje, jak a proč Loutkaři růžici vytvořili.
Kapitola 6 – Vánoční stužka
Všichni se dostanou na planetu loutkařů a konečně se dovídají pravý cíl výpravy. Při svém úprku z galaxie loutkaři objevili podivnou hvězdu s prstencem, který vypadá jako obrovská vánoční stužka. Patnáct metrů dlouhá, 2 cm široká, stočit dokola, postavit na hranu a doprostřed dát svíčku a pak jen zvětšit měřítko. Vnitřní plocha se zdá být obyvatelná. Loutkaři mají strach; ten, kdo postavil prstenec musí mít obrovskou sílu. Nessus si jde pro schválení výpravy k Těm-kteří-vládnou a za pomocí mírného vydírání souhlas obdrží.
Kapitola 7 – Přestupné disky
Všichni čtyři se pomocí loutkařských přestupných disků přesunou k lodi, kterou poletí k Prstenci. Teela je přestupnými disky nadšená a všem uteče. Její štěstí ji ovšem ochrání, vždy šlápne na ten správný disk a neztratí se. Na pobřeží na ně čeká loď s trupem General Products č. 2, doplněná o deltovité křídlo opatřené tryskovými jednotkami a plazmovými motory. Uvnitř trupu je pouze hyperpohon a obytný prostor. Na Louisův návrh pojmenují loď Lhář a pak už vyrazí směr prstenec.
Kapitola 8 – Prstenec
Po přiblížení k Prstenci nejprve zkouší navázat kontakt, ale na žádných vlnách nedostanou odpověď. Dalším průzkumem teleskopem zjistí, že na okraji Prstence jsou obvodové stěny vysoké šestnáct tisíc kilometrů, které na Prstenci zadržují atmosféru. Podél stěny na vnitřní straně jsou vidět hory. Když se dostanou na rovinu plochy Prstence a srovnají rychlost s jeho rotací (1230 km/s), uvidí na vnější straně kosmoporty s několika obrovskými loděmi.
Poté se vydají prozkoumat spodní stranu Prstence. K velkému překvapení zjistí, že není hladká, ale je tvarovaná. Louis přijde s teorií, která se později ukáže být správná. Zespodu je vidět inverze povrchu Prstence, prohlubeň znamená hory na povrchu a výčnělky řeky a moře. V dálce Louis spatří něco, co si radši nechá pro sebe, obrovský pravidelný důlek, pozůstatek po dopadu meteoritu.